# Municipio de Longswamp
El municipio de Longswamp (en inglés: Longswamp Township) es un municipio ubicado en el condado de Berks en el estado estadounidense de Pensilvania. En el año 2000 tenía una población de 5.608 habitantes y una densidad poblacional de 95 personas por km².

## Geografía
El municipio de Longswamp se encuentra ubicado en las coordenadas 40°30′03″N 75°37′26″O / 40.50083, -75.62389.

## Demografía
Según la Oficina del Censo en 2000 los ingresos medios por hogar en la localidad eran de $47,965 y los ingresos medios por familia eran $55,238. Los hombres tenían unos ingresos medios de $35,434 frente a los $25,324 para las mujeres. La renta per cápita para la localidad era de $21,592. Alrededor del 3,9% de la población estaba por debajo del umbral de pobreza.